# Come Back to Me
«Come Back to Me» — перший сингл першого студійного альбому американської поп-співачки Ванесси Гадженс — «V». Пісня написана і спродюсована Антоніною Арматою і Тімом Джеймсом.

## Музичне відео
Прем'єра відбулась 25 серпня 2006 на «Disney Channel». Режисер — Кріс Епплейбаум.

## Список пісень
Британський сингл
1. «Come Back to Me»
2. «Too Emotional»
3. «Come Back to Me» (Video)

Міжнародний сингл
1. «Come Back to Me»
2. «Too Emotional»
3. «When There Was Me and You»

## Мікси
1. Bimbo Jones Club Mix — 5:57
2. Bimbo Jones Radio Edit — 2:52

## Чарти
| Чарт (2006)               | Місце |
| ------------------------- | ----- |
| Australian Singles Chart  | 36    |
| French Singles Chart      | 12    |
| German Singles Chart      | 58    |
| Italian Singles Chart     | 8     |
| New Zealand Singles Chart | 6     |
| Spanish Singles Chart     | 17    |
| U.S. Billboard Hot 100    | 55    |
| U.S. Billboard Pop 100    | 28    |
| UK Singles Chart          | 100   |